# Nesna kommun

Karta över Nesna kommun.

Nesna kommun (norska: Nesna kommune) är en kommun i landskapet Helgeland i Nordland fylke i norra Norge. Kommunen omfattar ett område kring den yttre delen av en halvö mellan fjordarna Sjona och Ranfjorden, inklusive öar som Handnesøya, Hugla och Tomma. Centralort är tätorten Nesna (med 1 309 invånare, 1 januari 2011).

## Historia
Prästen Peter Dass (1647-1707) bodde större delen av sitt liv i Nesna och beskrev människor och den nordnorska naturen i dikten Nordlands Trompet. År 1918 startade Hålogaland lärarskola i Nesna. Skolan utvecklades och drog till sig många nya yrkeskategorier till bygden. Från 1923 började Hurtigruten anlöpa centralorten Nesna både på nord- och sydgående trafik.
Under andra världskriget omkom många sjömän från Nesna kommun. Flera tyska fästningar byggdes i omgivningarna kring kommunen. Våren 1943 passerade det tyska slagskeppet Tirpitz på väg norrut.

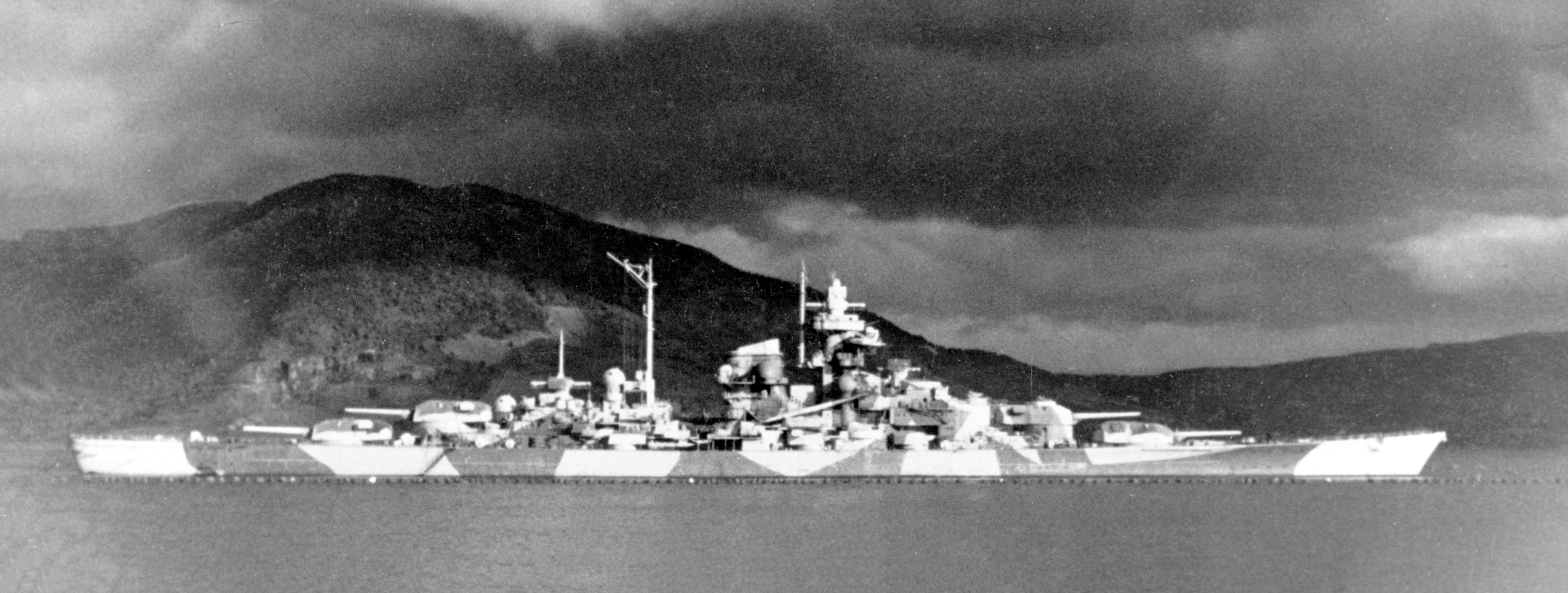
Tyska slagskeppet Tirpitz.

### Administrativ historik
Nesna fick kommunrättigheter 1837.
Nesna kommun delades 1888 varvid Dønna kommun bildades. 1919 tillfördes ett område med fyra invånare från Hemnes kommun. 1949 överfördes ett område med 26 invånare till Leirfjords kommun. 1962 överfördes ett område med 80 invånare på ön Tomma från Dønna kommun och ett område på ön Løkta med lika många invånare överfördes till Dønna kommun. Kommunen fick sin nuvarande omfattning 1964 varvid delar av den tidigare kommunens område fördes över till Leirfjords kommun (området söder om Ranfjorden) respektive Rana kommun (Sjona-området).

## Kommunikationer
Fylkesväg 17 (även känd som Kustriksvägen) passerar Nesna kommun med en färjelinje över Ranfjorden mellan tätorten Nesna och byn Indre Låvong i Leirfjords kommun. Från tätorten går också färjor till öarna Tomma, Hugla och Handnesøya.
Hurtigruten trafikerar dagligen kommunens centralort Nesna, cirka 05.30 på väg norrut och cirka 11.00 på väg söderut. Nordlandsexpressen mellan Bodø och Sandnessjøen angör också Nesna.

## Näringsliv
Nesna kommun är en stor jordbrukskommun med 65 gårdar i drift. Det finns också laxodlingar och musselodlingar. Helgeland Maritime producerar element till brobyggnad. Högskolan i Nesna (tidigare Hålogaland lärarskola) och Helgeland Maritime är kommunens största arbetsplatser.
Helgeland Maritime är varv och mekanisk verkstad för ombyggnad, reparationer och offshoretjänster.
Vid halvön Skogsøya ligger Helgeland varv som ingår i Westcongruppen.
I centralorten Nesna tillverkades Nesnalobben, en filtsko för vinterbruk.

## Tätorter
I Nesna kommun finns en tätort:
- Nesna (centralort)

## Socknar
Inom Norska kyrkan motsvaras Nesna kommun av Nesna socken i Nord-Helgelands prosteri i Sør-Hålogalands stift.

## Bilder

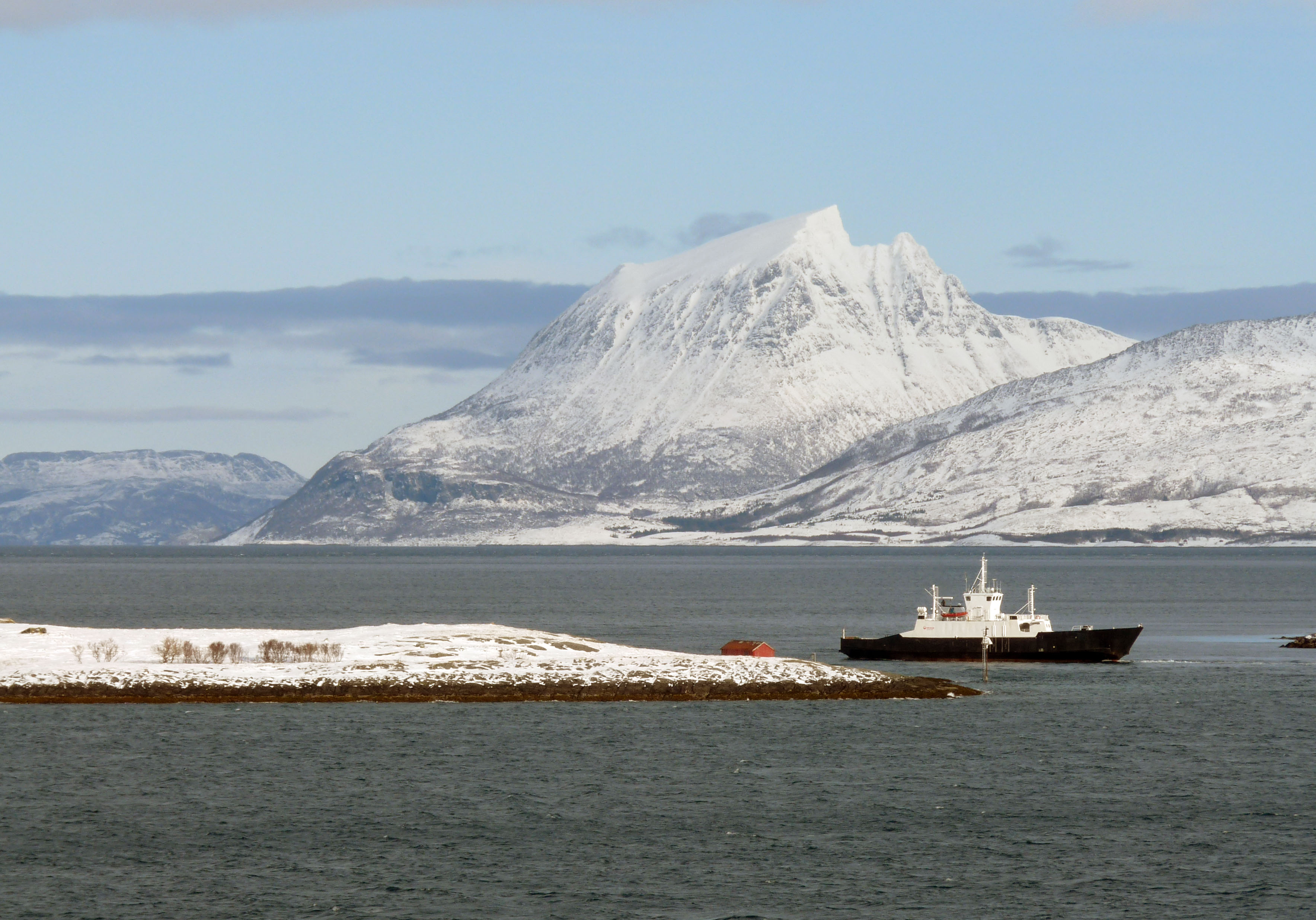
Färjan Tomma vid Handnesøya, 2011.
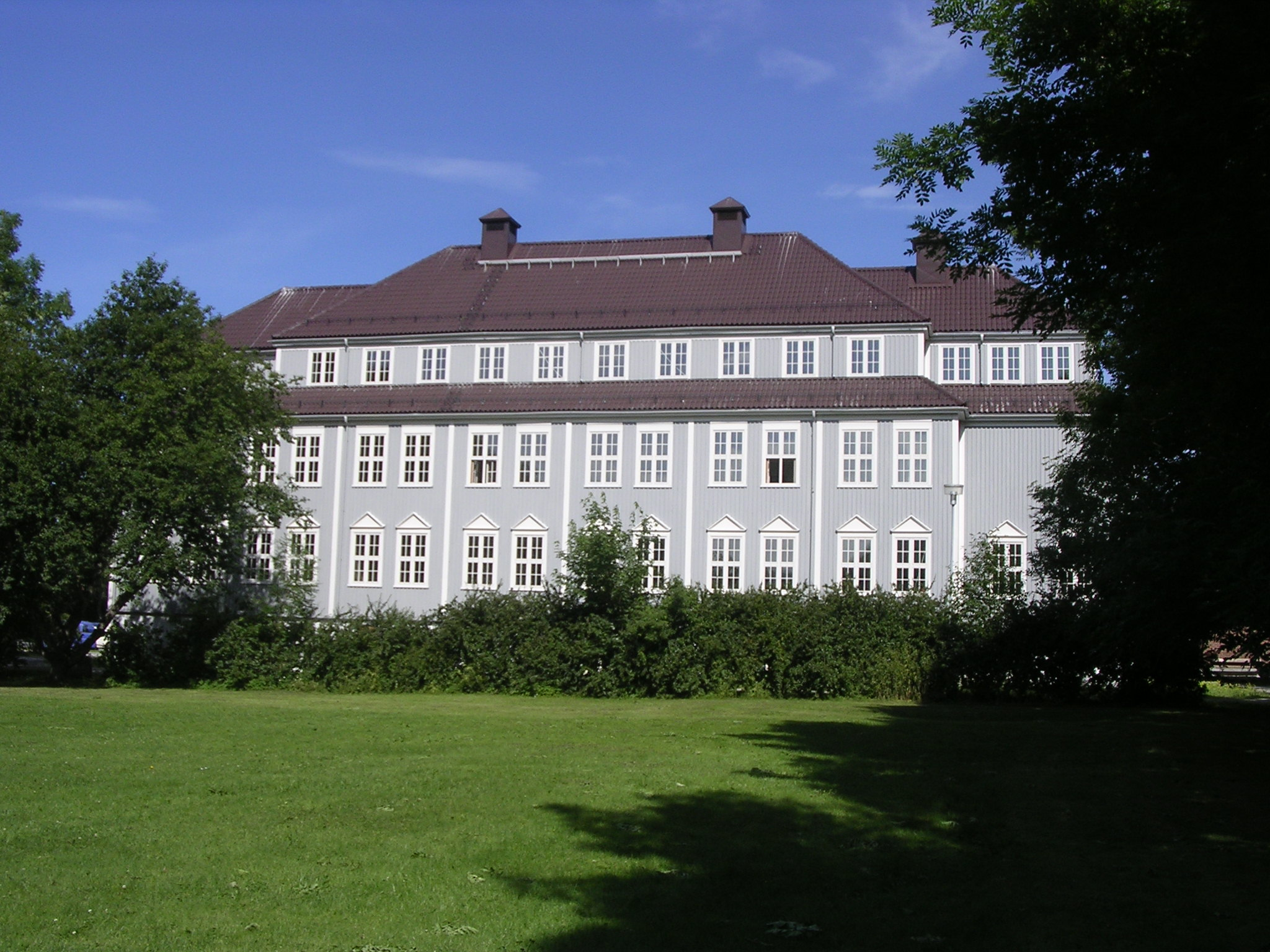
Högskolen i Nesna, gamla byggnaden.